# Département de la Santé, de l'Éducation et des Services sociaux des États-Unis
Pour les articles homonymes, voir HEW.
Le département de la Santé, de l'Éducation et des Services sociaux des États-Unis (en anglais : United States Department of Health, Education, and Welfare ou HEW) est un ancien département de la branche exécutive du gouvernement fédéral des États-Unis de 1953 à 1979. Il est dirigé par le secrétaire à la Santé, l'Éducation et aux Services sociaux qui siégeait au cabinet présidentiel. En 1979, sous la présidence de Jimmy Carter, un département de l'Éducation séparé est créé et le HEW est renommé département de la Santé et des Services sociaux (Department of Health and Human Services ou HHS).

## Liste des secrétaires
| N° | Nom                     | Mandat    | Présidence              |
| -- | ----------------------- | --------- | ----------------------- |
| 1  | Oveta Culp Hobby        | 1953–1955 | Dwight D. Eisenhower    |
| 2  | Marion B. Folsom        | 1955–1958 | Dwight D. Eisenhower    |
| 3  | Arthur S. Flemming      | 1958–1961 | Dwight D. Eisenhower    |
| 4  | Abraham A. Ribicoff     | 1961–1962 | John Fitzgerald Kennedy |
| 5  | Anthony J. Celebrezze   | 1962–1965 | John Fitzgerald Kennedy |
| 5  | Anthony J. Celebrezze   | 1962–1965 | Lyndon B. Johnson       |
| 6  | John William Gardner    | 1965–1968 |                         |
| 7  | Wilbur J. Cohen         | 1968–1969 |                         |
| 8  | Robert Finch            | 1969–1970 | Richard Nixon           |
| 9  | Elliot Lee Richardson   | 1970–1973 | Richard Nixon           |
| 10 | Caspar Weinberger       | 1973–1975 | Richard Nixon           |
| 10 | Caspar Weinberger       | 1973–1975 | Gerald Ford             |
| 11 | Forrest David Mathews   | 1975–1977 |                         |
| 12 | Joseph A. Califano, Jr. | 1977–1979 | Jimmy Carter            |
| 13 | Patricia Roberts Harris | 1979–1979 | Jimmy Carter            |